# Coppa AVC per club 2000 (maschile)
La Coppa AVC per club 2000 si è svolta dal 22 al 26 maggio 2000 a Suphanburi, in Thailandia. Al torneo hanno partecipato 8 squadre di club asiatiche ed oceaniane e la vittoria finale è andata per la prima volta al Daejeon Samsung Fire Bluefangs.

## Squadre partecipanti
- Samsung Bluefangs
- DPPK Giacarta
- Ghazir
- Bayi
- PTT Group
- Rahat
- Suntory Sunbirds
- Paykan

## Fase a gironi

### Gironi
| Girone A                                | Girone B                                    |
| --------------------------------------- | ------------------------------------------- |
| PTT Group Rahat Suntory Sunbirds Paykan | Samsung Bluefangs Bayi Ghazir DPPK Giacarta |

## Fase finale

### Finali 1º e 3º posto
|  | Semifinali        | Semifinali        | Semifinali        |                   |        | Finale 1º/2º posto | Finale 1º/2º posto | Finale 1º/2º posto |  |
|  |                   |                   |                   |                   |        |                    |                    |                    |  |
|  | Paykan            | Paykan            | 3                 |                   |        |                    |                    |                    |  |
|  | Paykan            | Paykan            | 3                 |                   |        |                    |                    |                    |  |
|  | Bayi              | Bayi              | 1                 |                   |        |                    |                    |                    |  |
|  | Bayi              | Bayi              | 1                 |                   | Paykan | Paykan             | 1                  |                    |  |
|  |                   |                   |                   |                   | Paykan | Paykan             | 1                  |                    |  |
|  |                   |                   | Samsung Bluefangs | Samsung Bluefangs | 3      |                    |                    |                    |  |
|  | Samsung Bluefangs | Samsung Bluefangs | Samsung Bluefangs | Samsung Bluefangs | 3      | 3                  |                    |                    |  |
|  | Samsung Bluefangs | Samsung Bluefangs |                   |                   |        | 3                  |                    |                    |  |
|  | PTT Group         | PTT Group         | 0                 |                   |        | Finale 3º/4º posto | Finale 3º/4º posto | Finale 3º/4º posto |  |
|  | PTT Group         | PTT Group         | 0                 |                   |        |                    |                    |                    |  |
|  |                   |                   |                   |                   |        |                    |                    |                    |  |
|  |                   |                   |                   |                   |        | Bayi               | Bayi               | 3                  |  |
|  |                   |                   |                   |                   |        | Bayi               | Bayi               | 3                  |  |
|  |                   |                   |                   |                   |        | PTT Group          | PTT Group          | 1                  |  |

### Finali 5º e 7º posto
|  | Semifinali       | Semifinali       | Semifinali |       |                  | Finale 5°/6 posto  | Finale 5°/6 posto  | Finale 5°/6 posto  |  |
|  |                  |                  |            |       |                  |                    |                    |                    |  |
|  | Suntory Sunbirds | Suntory Sunbirds | 3          |       |                  |                    |                    |                    |  |
|  | Suntory Sunbirds | Suntory Sunbirds | 3          |       |                  |                    |                    |                    |  |
|  | Ghazir           | Ghazir           | 0          |       |                  |                    |                    |                    |  |
|  | Ghazir           | Ghazir           | 0          |       | Suntory Sunbirds | Suntory Sunbirds   | 0                  |                    |  |
|  |                  |                  |            |       | Suntory Sunbirds | Suntory Sunbirds   | 0                  |                    |  |
|  |                  |                  | Rahat      | Rahat | 3                |                    |                    |                    |  |
|  | DPPK Giacarta    | DPPK Giacarta    | Rahat      | Rahat | 3                | 0                  |                    |                    |  |
|  | DPPK Giacarta    | DPPK Giacarta    |            |       |                  | 0                  |                    |                    |  |
|  | Rahat            | Rahat            | 3          |       |                  | Finale 7º/8º posto | Finale 7º/8º posto | Finale 7º/8º posto |  |
|  | Rahat            | Rahat            | 3          |       |                  |                    |                    |                    |  |
|  |                  |                  |            |       |                  |                    |                    |                    |  |
|  |                  |                  |            |       |                  | Ghazir             | Ghazir             | 3                  |  |
|  |                  |                  |            |       |                  | Ghazir             | Ghazir             | 3                  |  |
|  |                  |                  |            |       |                  | DPPK Giacarta      | DPPK Giacarta      | 0                  |  |

## Classifica finale
| Classifica | Squadre           |
| ---------- | ----------------- |
|            | Samsung Bluefangs |
|            | Paykan            |
|            | Bayi              |
| 4          | PTT Group         |
| 5          | Rahat             |
| 6          | Suntory Sunbirds  |
| 7          | Ghazir            |
| 8          | DPPK Giacarta     |